# ブリーヴ＝ラ＝ガイヤルド
ブリーヴ＝ラ＝ガイヤルド （フランス語:Brive-la-Gaillarde、オック語:Briva la Galharda）は、フランス、ヌーヴェル＝アキテーヌ地域圏、コレーズ県のコミューン。単にブリーヴと呼ばれることが多い。ラ＝ガイヤルド（屈強な）というあだ名は、数多くの包囲網に見舞われた際に示してきた勇気にちなむものである。

## 地理
コレーズ県中央部の西寄りに位置する。Briveとは、ガリア語で橋を意味するBrivaから派生している。
ブリーヴをコレーズ川が横切っている。コミューンの西境で、コレーズ川はヴェゼール川と合流する。

## 歴史

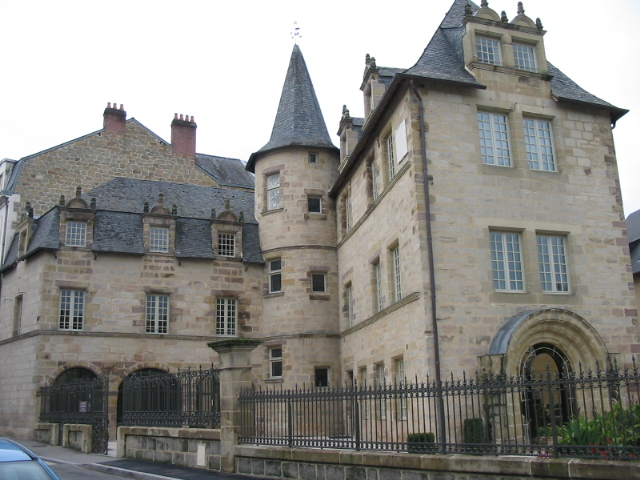
公立公文書館

ブリーヴは元々、コレーズ川の渡し場であった。古くからあった橋はローマ時代に架け替えられた（リヨン＝ボルドー間の道となっていた）。この道はポワチエとカオールをつなぐ南北の道でもあった。非常に活気があった陶芸の工房跡で証明されたように、小さな町ができた。6世紀、スペイン人であったといわれるマルタンが町にキリスト教をもたらした。リモージュ司教ロリス1世の墓であるバシリカが建てられた。6世紀の間ブリーヴは、アウストラシア王の権威の下に下ることを拒否したアキテーヌの主要な人物の、反乱の舞台であった。アウストラシア王は、クロタール1世の庶子で、アキテーヌ王僭称者ゴンドヴァルドとブリーヴで面会し、彼を褒め称えようとした。しかし584年、この自称アキテーヌ王はサン＝ベルトラン＝ド＝コマンジュで暗殺された。バシリカは火を放たれ、リムーザンはアウストラシアに併合された。リモージュ司教であった聖フェレオルがバシリカを再建し、福音書の伝道のため教会法に沿ったコミュニティー建設を支援した。西暦1000年まで、ブリーヴは多くの宗教施設のある教会法にかなった都市となった。
11世紀のブリーヴは、リモージュ子爵領、コンボルン子爵領、テュレンヌ子爵領、そしてリモージュ司教領の交差する地点であった。都市は3ヘクタールの面積に伸び、4つの門が設けられた城壁によって守られていた。12世紀以降、城壁外の車道両側に郊外ができていった。しかしブリーヴは自らの防衛用に城をもったことがなく、マルモン領主とテュレンヌ子爵とによって治められてきた。しかしこのような保護は面倒であることが証明された。全般的な都市解放の波で自由となった一般市民は、参事官の職位を獲得し、これを1225年にルイ8世が承認した。教会法は、聖アウグスチノ修道会のものが採用され、彼らはサン＝マルタン教会を再建した。
1341年、王の命令によって、ブリーヴの4人の参事官たちは、これまでの5倍の面積となる囲い地をつくらせた。事業の規模は、都市の別名ガイヤルドを獲得させるものだった。1360年のブレティニー条約によって、アキテーヌ公領のブリーヴはイングランド領となり、条約が破られ戦争が再開される9年後まで続いた。フランス王とのつながりにためらいや遅れがでたこの時代は不透明となった。1373年に再びイングランド領となり、参事官の反乱の後、翌年ついにフランス王によってブリーヴは再度奪還された。フランス王が参事官支配と彼らの免税を廃止した。シャルル5世はその後すぐに彼らに謝罪し、ブリーヴは王家に忠実になった。1463年に、ルイ11世は歓喜に迎えられた。宗教改革でアキテーヌが新教に改宗する中ブリーヴはカトリックに残り、1577年にテュレンヌ子爵軍に略奪された。
17世紀から18世紀のブリーヴは、大変な繁栄の時代にあった。宰相オルレアン公フィリップ2世の家庭教師であったブリーヴ生まれのギヨーム・デュボワによるところが大きかった。彼の兄弟ジョゼフは測量長となり、ポンヌフ橋（現在のカルディナル橋）、邸宅、目を引く大通りと郊外をつくり、神学校を復興させ城壁を破壊した。こういった成長にもかかわらず、ブリーヴの産業は非常に貧弱であった。フランス革命直前には、織物業のル・クレール工場で200人ほどが働いているにすぎなかった。
19世紀初頭まで中規模の町であったブリーヴは、1860年代の鉄道の到来で成長を始めた。ブリーヴの位置は地形的にも経済的にもチュールより好まれ、6つの路線への鉄道中心地となった。鉄道がやってきたまさにその時代は、フィロキセラが流行しこの地方のブドウ畑を壊滅に追いやった後だった（19世紀フランスのフィロキセラ禍）。この事態は、ブリーヴ盆地を野菜・果物専門の生産地化へと導いた。農業の拡大は、他業種の創設を促した。缶詰工場、ジャムやリキュールの製造、パッケージング工場、カゴ製造、製紙業、製材業である。
第二次世界大戦中、主要なレジスタンス運動の地方中心地として、活動網や情報網を共有したブリーヴは、1944年8月15日、占領下のフランスにおいて自力でドイツ軍から解放された最初の都市となった。これによってブリーヴは、戦時中の勇気を称えられクロワ・ド・ゲール勲章（fr）を授与された。

## スポーツ
- CAブリーヴ - 1997年欧州ラグビー杯優勝クラブ
- ESAブリーヴ - プロサッカークラブ

## 出身者
- ギヨーム＝マリ＝アンヌ・ブリューヌ - 軍人
- セドリック・ヴィラニ - 2010年度フィールズ賞受賞者
- セドリック・エマンス - プロラグビー選手
- ディミトゥリ・ヤシュヴィリ - プロラグビー選手
- ダミアン・ペノ - プロラグビー選手
- ピエール・アンドレ・ラトレイユ - 昆虫学者
- オリヴィエ・ジェルマントマ - 作家

## 姉妹都市
- ラウフ・アン・デア・ペグニッツ、ドイツ
- ジョリエット、カナダ
- シカソ、マリ共和国
- ギマランイス、ポルトガル
- メリトポリ、ウクライナ
- カステイ・プラージャ・ダロ、スペイン